# Niko Gršković
Niko Gršković (Vrbnik, 15. studenoga 1863. − New York, 21. ožujka 1949.), hrvatski iseljenički djelatnik, novinar, političar i svećenik

## Životopis
Rodio se je u Vrbniku. U Senju je završio bogosloviju i zaredio se je za svećenika. 1901. je godine odselio u SAD u Chicago. Učlanio se je u Narodnu hrvatsku zajednicu (od 1926. Hrvatska bratska zajednica) kojoj je poslije bio i potpredsjednikom (1909.). Suosnivač Hrvatskoga saveza. Djelatnik Hrvatske bratske zajednice. 
Na crkvenom polju pridonio osnivanjem hrvatskih katoličkih župa Chicagu i Clevelandu, gdje je pokrenuo gradnju tamošnjih hrvatskih crkava.
U SAD se je među hrvatskim iseljenicima borio protiv Austro-Ugarske. Raskrinkao je mađarsku akciju u SAD da predstavi Austro-Ugarsku kao demokratsku državu. 1911. je godine javno ustao protiv nastojanja američkih vlasti da se Slaveni iz Austro-Ugarske izjašnjavaju ili kao Austrijanci ili kao Mađari.
Pridonio je tome da se Hrvati iz SAD jave u dragovoljce koji će se boriti na Solunskom bojištu. U SAD su vođe jugoslavenskog pokreta bile sasvim svjesne da ako ne budu znatnije sudjelovali Hrvati u Slovenci, ne će biti ništa od velikog broja dobrovoljaca, jer od oko 700.000 jugoslavenskih iseljenika Srba i Crnogoraca je bilo jedva 100.000. Zbog toga se raščlanjivalo i pokušavalo riješiti sva pitanja koja su bila uzrokom slaba odaziva Hrvata i Slovenaca u dobrovoljce. 8. lipnja 1917. pozvao je Niko Gršković članove Hrvatskog saveza u dobrovoljce. Odaziv Hrvata i Slovenaca ipak nije bio kao očekivan, jer premda u SAD jugoslavenska ideja nikad nije bila predstavljena kao negacija hrvatstva, srpstva i slovenstva, nego kao osnova za stvaranje federativne Jugoslavije, mnoštvo je Hrvata i Slovenaca sumnjalo da je iza svega toga krije plan za Veliku Srbiju, teza koju su podupirale utjecajne skupine hrvatskih i slovenskih svećenika te Narodni list, najraširenije hrvatske novine, a Grškovića su napadali da radi za slavosrpštinu.
Gršković je bio odbornik londonskog Jugoslavenskog odbora, s time što je bio izraziti protivnik velikosrpskih koncepcija. Još nakon prvog svjetskog rata zalagao se za zajednicu južnoslavenskih naroda. Zadržavši svoj stav, bio je protivnik velikosrpskog hegemonističkog režima Kraljevine SHS. Iako je bio protiv velikosrba, dio hrvatskog i slovenskog svećenstva u SAD nije imao razumijevanja za nj, optužujući ga čak za slavosrpštinu (Naša izjava 1916. - Izjava skupine hrvatskih i slovenskih svećenika u Americi).
Od 1918. vodio je Jugoslavensku kancelariju u Washingtonu. Svećeničko je zvanje tad napustio te se je u potpunosti posvetio političkom radu i novinarstvu.
U međuratnom je razdoblju rad usredotočio na unaprjeđenje društvenog i gospodarskog položaja hrvatskih iseljenika u SAD-u. Taj ga je rad zbližio s radničkim i socijalističkim pokretom, zbog čega su ga napadali s konzervativnog krila Narodne hrvatske zajednice (poslije Hrvatske bratske zajednice).
Pridonio na novinarskom polju. Otkako je bio u Starčevićevoj Stranci prava djeluje u novinarstvu. Jedno je vrijeme uređivao stranački dnevnik Hrvat. Od 1895. – 96. bio je fiktivnim vlasnikom i izdavačem gospićkoga pravaškog polumjesečnika Hrvat.
Izdavao je u SAD list Slobodu koji je kupio od N. Polića, poslije Hrvatsku slobodu. Uređivao je Zajedničar (prvi urednik ovog službenog glasila Hrvatske narodne zajednice, od 1909. do 1912.) i Hrvatski svijet u svojstvu glavnog urednika te Hrvatsku zastavu.
Hrvatski svijet bio je dnevnik iz New Yorka, jedini hrvatski dnevnik u SAD (od 1917. Jugoslavenski svijet, a od 1921. Svijet). Jedno je vrijeme bio i vlasnikom, sve do svog povlačenja iz javnog života 1938. godine. Zbog vrsnosti polemike, umijeća kontaktiranja i razumijevanja, bio je cijenjen i kod svojih protivnika. 
Gršković je ostao najslavniji urednik Zajedničara, među brojnim važnim urednicima ovog lista.